# 長良川鉄道越美南線
越美南線（えつみなんせん）は、岐阜県美濃加茂市の美濃太田駅から岐阜県郡上市の北濃駅に至る長良川鉄道の鉄道路線である。

## 概要
元は日本国有鉄道（国鉄）の路線で、岐阜県（南部は旧美濃国）と福井県（北部は旧越前国）とを結ぶ鉄道（越美線）として着工されたが、全通は果たせなかった。福井県側の越美北線は西日本旅客鉄道（JR西日本）に承継されたが、岐阜県側の越美南線は国鉄分割民営化を前に特定地方交通線に指定され、1986年に長良川鉄道が運営する第三セクター鉄道路線となった。なお、かつて越美南線美濃白鳥駅と越美北線九頭竜湖駅との間は国鉄バス大野線で連絡していたが、大野線はジェイアール東海バスへの承継後、2002年に廃止された。
美濃市付近から終点北濃駅まで長良川に沿って走っており、かつては眺望を楽しめるトロッコ列車を1992年から2003年まで運転していた。トロッコ列車は全席指定、美濃市駅 - 美濃白鳥駅間の運転で、途中停車駅は大矢駅、郡上八幡駅、郡上大和駅であった。2003年にトロッコ列車を牽引する機関車が脱線事故を起こし、以降は運行されていない。
関駅 - 美濃市駅間は並行する名鉄美濃町線の新関駅 - 美濃駅間が1999年に廃止されたため、駅を増設して同線の代替機能を持つようになった。長良川鉄道時代に、駅数は26から38へ増えた。
2016年4月27日から、車内で沿線の食材を使った料理を提供する水戸岡鋭治デザインの観光列車「ながら」が金・土曜・休日を中心に美濃太田駅 - 北濃駅間で1日1往復運転されており、ながら「森号」「鮎号」の2両編成（ランチプラン・スイーツプランで使用する「鮎号」は美濃太田駅 - 郡上八幡駅間のみ連結）で運行される。2018年度から2022年度までは「川風号」1両を使用して下り関駅 - 郡上八幡駅間、上り郡上八幡駅 - 美濃太田駅間にも運転されていた。
なお、普通運賃35人分の金額を貸切運賃として、旅客車1両を貸切使用することができる。その場合、乗車日前の所定の期日までに申し込みをすることによって、通常運行の列車に1両が増結され、増結分の車両が貸切旅客車に充てられる。
沿線に郡上おどり、白鳥おどりといった観光資源を抱えており、例年8月13日から16日までの徹夜踊り期間中（白鳥おどりは15日まで）には郡上八幡駅及び美濃白鳥駅までの臨時ダイヤが組まれる。

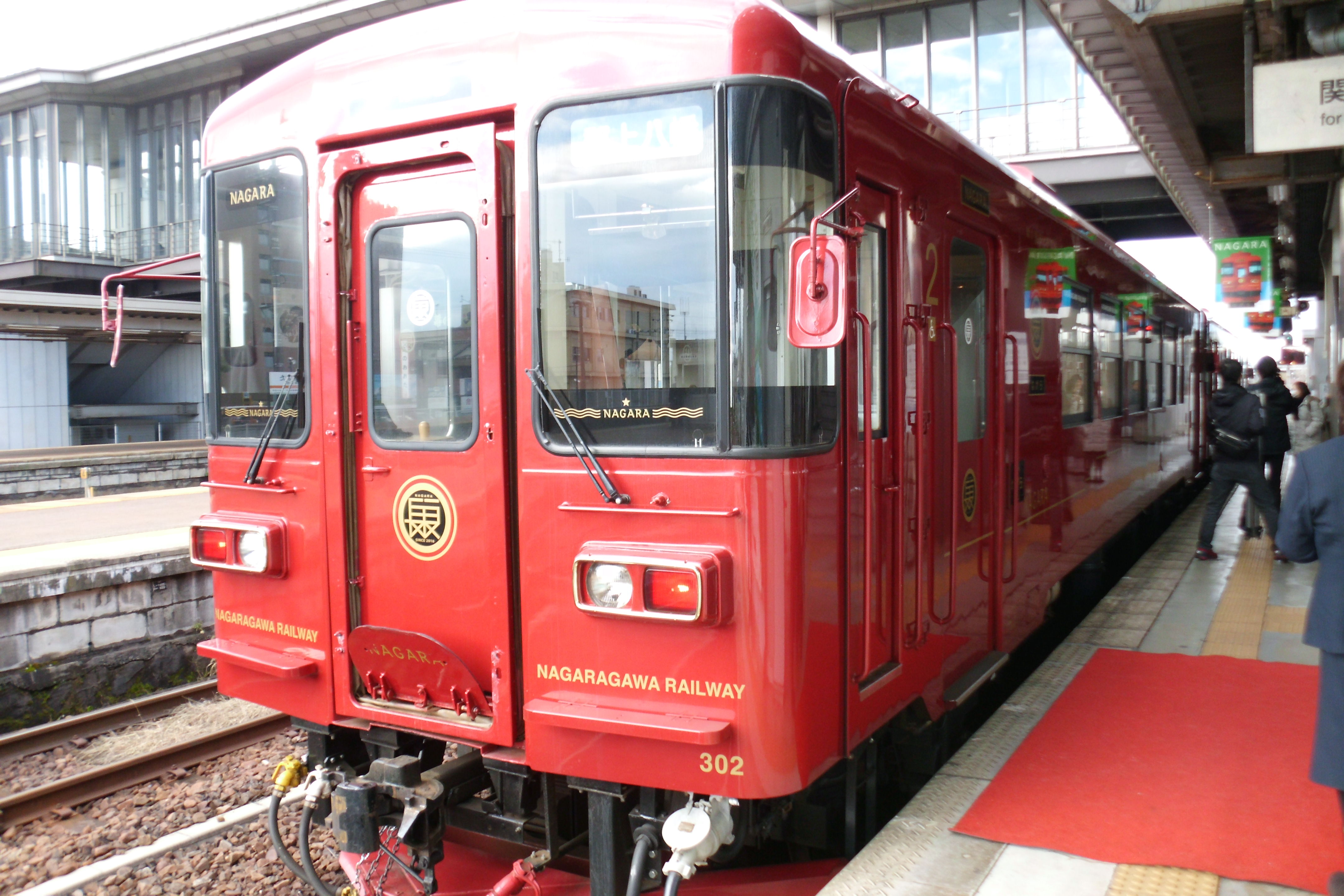
観光列車「ながら」
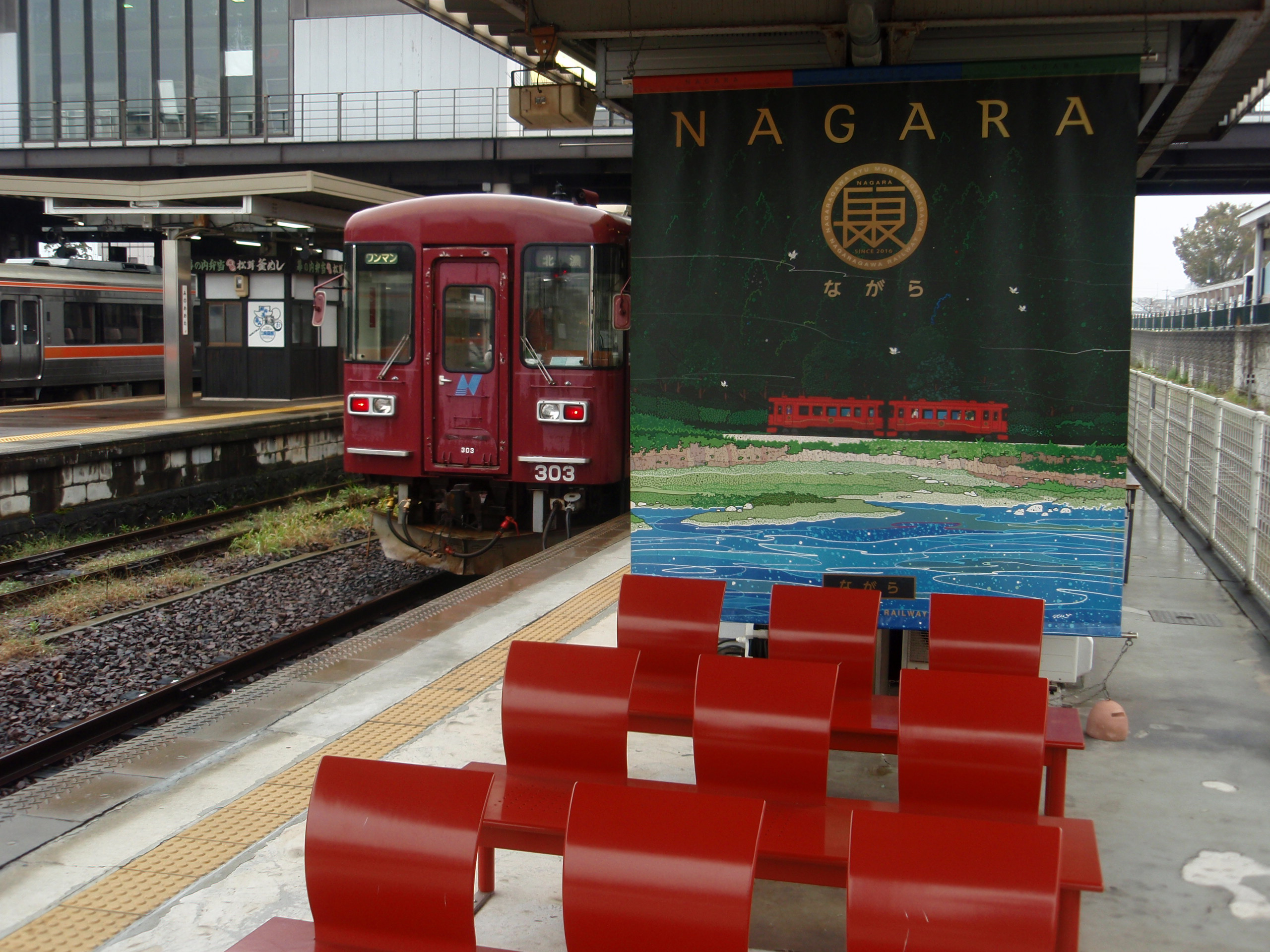
起点の美濃太田駅ホーム（2018年）

### 路線データ
- 管轄（事業種別）：長良川鉄道（第一種鉄道事業者）
- 路線距離（営業キロ）：72.1km[1]
- 軌間：1067mm[1]
- 駅数：38駅（起終点駅含む）[1]
- 複線区間：なし（全線単線）
- 電化区間：なし（全線非電化）
- 閉塞方式[8]：
  - 美濃太田駅 - 美濃白鳥駅間 自動閉塞式
  - 美濃白鳥駅 - 北濃駅間 スタフ閉塞式
- 最高速度：80km/h[3]

## 運行形態
美濃太田駅 - 美濃白鳥駅・北濃駅間の直通系統と、区間運転として美濃太田駅 - 関駅 - 美濃市駅・湯の洞温泉口駅・郡上八幡駅間、朝6時台・夕方16時台・夜19時台（平日のみ）に美濃白鳥駅 - 北濃駅間の系統がある。午前中の上り北濃発美濃太田行きのうち1本は、途中の関駅で車両交換を行う。区間運転を含めると1日24往復以上で、国鉄時代よりも列車本数が増加している。2014年からは全線運行の1往復を「ゆら〜り眺めて清流列車」（全車自由席、予約不要）として運行しており、湯の洞温泉口駅 - 郡上八幡駅間の長良川の眺めの良い9か所の景観スポットで速度を落として走行するサービスを行っている。
定期列車は基本的に全便ワンマン運転を実施しているが、団体車両の増結時には一般客が乗車する車両のドア開閉と運賃収受のため車掌が乗車する場合がある。ワンマン列車では有人駅でも運賃は車内収受となるが、駅の近くで催し物などが開催される時には臨時に改札口が設けられることがある。
美濃太田駅 - 美濃市駅間が1時間に1 - 2本程度、美濃市駅 - 美濃白鳥駅間は1 - 2時間に1本程度運行されている。美濃白鳥駅 - 北濃駅間は本数が少なく、3時間ほど運行されない時間帯がある。
当路線で運転される車両は、観光列車ながら「鮎号」を除いてトイレが設置されていない。そのため、やむを得ず乗車途中でトイレを利用したい場合は、行き違い待ちや時間調整などで停車時間がある駅（関駅や郡上八幡駅など）で乗務員に申告して駅のトイレを利用することになる。
夜間滞泊が行えるのは関駅と美濃白鳥駅のみのため、早朝5時台には関発湯の洞温泉口行き（土・休日は美濃市行き）、朝の8時台と夜21 - 23時台（土・休日は8時台と22時台）に美濃市発関行き、20時台（土・休日は19時台）に北濃発美濃白鳥行きの回送列車がある。

## 歴史
- 1923年（大正12年）10月5日 - 鉄道省（国鉄）越美南線 美濃太田駅 - 美濃町駅間（11.0M≒17.7km）が開業[10]。加茂野駅（初代、現在の富加駅）、美濃関駅（現在の関駅）、美濃町駅（現在の美濃市駅）開業[10]。
- 1926年（大正15年）7月15日 - 美濃町駅 - 板取口駅間（2.9M≒4.67km）が開業[10]。板取口駅（現在の湯の洞温泉口駅）開業[10]。
- 1927年（昭和2年）
  - 4月10日 - 板取口駅 - 美濃洲原駅間（2.3M≒3.7km）が開業[10]。美濃洲原駅（初代、現在の母野駅）開業[10]。
  - 10月9日 - 美濃洲原駅 - 美濃下川駅間（3.5M≒5.63km）が開業[10]。美濃下川駅（現在の大矢駅）開業[10]。
- 1928年（昭和3年）5月6日 - 美濃下川駅 - 深戸駅間（4.2M≒6.76km）が開業[10]。苅安駅（現在の美並苅安駅）、深戸駅開業[10]。
- 1929年（昭和4年）12月8日 - 深戸駅 - 郡上八幡駅間（5.2M≒8.37km）が開業[10]。美濃相生駅（現在の相生駅）、郡上八幡駅開業[10]。
- 1930年（昭和5年）4月1日 - マイル表示からメートル表示に変更（29.1M→46.9km）。
- 1932年（昭和7年）7月9日 - 郡上八幡駅 - 美濃弥富駅間 (10.4km) が開業[10]。美濃山田駅（現在の山田駅）、美濃弥富駅（現在の郡上大和駅）開業[10]。
- 1933年（昭和8年）7月5日 - 美濃弥富駅 - 美濃白鳥駅間 (8.8km) が開業[10]。大中駅、美濃白鳥駅開業[10]。
- 1934年（昭和9年）8月16日 - 美濃白鳥駅 - 北濃駅間 (6.1km) が開業して、現行の越美南線区間が全通[10]。北濃駅開業[10]。
- 1952年（昭和27年）
  - 7月1日 - 半在駅（現在の八坂駅）、郡上福野駅（現在の福野駅）、郡上赤池駅（現在の赤池駅）開業[10]。
  - 12月26日 - 加茂野口駅（現在の加茂野駅）、関口駅開業[10]。
- 1954年（昭和29年）11月10日 - 美濃町駅を美濃市駅に改称。
- 1955年（昭和30年）
  - 3月1日 - 徳永駅、万場駅、大島駅開業[10]。
  - 8月1日 - 二日町駅（現在の白鳥高原駅）開業[10]。
- 1956年（昭和31年）12月20日 - 板取口駅を美濃立花駅に、美濃洲原駅（初代）を木尾駅（初代、現在の母野駅）に改称。
- 1957年（昭和32年）4月1日 - 美濃洲原駅（2代目、現在の洲原駅）開業[10]。
- 1966年（昭和41年）10月1日 - 名古屋駅に直通する急行列車「おくみの」の運行を開始（名古屋駅 - 美濃太田駅間は高山本線の急行列車に併結）。
- 1969年（昭和44年）10月1日 - 「おくみの」の越美南線内は普通列車に格下げ。
- 1974年（昭和49年）10月1日 - 全線の貨物営業廃止[11]。
- 1982年（昭和57年）11月15日 - 「おくみの」の名古屋駅直通を廃止し、越美南線内折り返しの愛称なしの普通列車となる。
- 1984年（昭和59年）6月22日 - 第2次特定地方交通線として廃止承認[11]。
- 1986年（昭和61年）
  - 2月27日 - 特定地方交通線対策協議会にて鉄道による存続が決定され、越美南線運行対策準備会設立。
  - 7月18日 - 新会社設立発起人会開催。社名・長良川鉄道、路線名・越美南線とする。開業を12月11日に決定。
  - 8月28日 - 第三セクターとして長良川鉄道株式会社創立[12]。
  - 12月10日 - 国鉄越美南線最終日、北濃駅発と美濃太田駅発のさよなら列車運転。
  - 12月11日 - 国鉄越美南線 (72.2km) 廃止、長良川鉄道越美南線 (72.1km) 開業（二日町駅 - 北濃駅間 -0.1km）[2][11]。
    - 前平公園駅、関富岡駅、刃物会館前駅（現在のせきてらす前駅）、中濃西高前駅（現在の関下有知駅）、木尾駅（2代目）、自然園前駅開業[13]。
    - 加茂野口駅を加茂野駅（2代目）に、加茂野駅（初代）を富加駅に、美濃関駅を関駅に、美濃立花駅を湯の洞温泉口駅に、美濃洲原駅（2代目）を洲原駅に、木尾駅（初代）を母野駅に、美濃下川駅を大矢駅に、郡上福野駅を福野駅に、苅安駅を美並苅安駅に、郡上赤池駅を赤池駅に、美濃相生駅を相生駅に、美濃山田駅を山田駅に、美濃弥富駅を郡上大和駅に改称[13]。
- 1987年（昭和62年）9月21日 - 梅山駅、上万場駅開業[11]。
- 1988年（昭和63年）8月6日 - 白山長滝駅開業[11]。
- 1992年（平成4年）4月29日 - トロッコ列車を運転開始[11][14]。（2003年7月21日の事故後、廃止。）
- 1996年（平成8年）10月1日 - 二日町駅を白鳥高原駅に改称[15]。
- 1997年（平成9年）10月1日 - ダイヤ改正により快速列車を設定。上り59分、下り56分で1往復が運行された[16]。
- 1999年（平成11年）4月1日 - 関市役所前駅、松森駅開業[11]。
- 2002年（平成14年）4月4日 - みなみ子宝温泉駅開業[11]。
- 2006年（平成18年）4月1日 - 中濃西高前駅を関下有知駅に、半在駅を八坂駅に改称。
- 2013年（平成25年）4月1日 - 関口駅を無人駅化。
- 2016年（平成28年）4月27日 - 水戸岡鋭治デザインで改修された観光列車「ながら」運転開始[6]。森号（1号車）、鮎号（2号車）の2両。
- 2018年（平成30年）
  - 2月21日 - ヤマト運輸と提携の上で、宅急便を列車に積載する貨客混載輸送を関駅 - 美並苅安駅間で開始[17][18]。
  - 4月18日 - 観光列車「ながら」川風号（3号車）の運転開始[19][20][21]。
- 2019年（令和元年）7月1日 - 運賃支払い方法にPayPayを導入[22]。
- 2020年（令和2年）3月18日 - 美濃太田駅構内を走行中の列車がカーブで脱線する事故が発生。乗客乗員あわせて11人に怪我はなし。保線整備不良と原因づけられた。この事故により3月31日まで美濃太田駅 - 関駅間で不通となり、岐阜バスによる代行輸送が実施された。
- 2021年（令和3年）
  - 10月15日 - JAめぐみのと長良川鉄道によるマーゴ向けの農産物を運ぶ貨客混載列車を関駅 - 美濃白鳥駅間で運行開始[23]。
- 2022年（令和4年）
  - 3月12日 - 刃物会館前駅をせきてらす前駅に改称[24]。
  - 6月1日 - 運賃支払い方法にVisaのタッチ決済を導入[25]。

### 災害による不通
越美南線は山間部を走ることから、しばしば台風・洪水や大雪などの災害で長期間不通になることも少なくない。これまでに災害でおおむね1週間以上不通となった区間とその期間は以下の通り。
- 1959年（昭和34年）9月27日 - 深戸駅 - 北濃駅間（伊勢湾台風のため第五長良川橋梁等流失の被害が発生）[10]。
  - 12月9日 - 深戸駅 - 郡上八幡駅間運行再開[10]。
  - 12月16日 - 郡上八幡駅 - 北濃駅間運行再開[10]。
- 1960年（昭和35年）8月13日 - 美濃市駅 - 北濃駅間（台風12号のため第二・第三・第五長良川橋梁が流出）[10]。
  - 8月20日 - 美濃市駅 - 木尾駅間運行再開[10]。
  - 1961年（昭和36年）4月1日 - 全線で運行再開[注 2][10]。
- 1978年（昭和53年）6月23日 - 深戸駅 - 郡上八幡駅間（集中豪雨による土砂災害）[11]。
  - 12月22日 - 運行再開[11]。
- 1980年（昭和55年）5月26日 - 深戸駅 - 郡上八幡駅間（土砂崩れ）[11]。
  - 1981年（昭和56年）3月16日 - 運行再開[26]。
- 1980年12月28日 - 区間不明（五六豪雪によるもの。白鳥で積雪2.55m）[11]。
  - 1981年2月20日 - 運行再開。
- 1999年（平成11年）9月15日 - 美濃白鳥駅 - 北濃駅間（台風16号による土砂災害[11]とそれに伴う路盤の国道156号仮設道路への転用）。
  - 2000年（平成12年）4月1日 - 運行再開[11]。
- 2002年（平成14年）7月10日 - 郡上八幡駅 - 美濃白鳥駅間（台風による盛土崩壊）[11]。
  - 7月29日 - 運行再開[11]。
- 2004年（平成16年）10月20日 - 美濃市駅 - 北濃駅間（台風23号による土砂災害）[11]。
  - 11月15日 - 美濃市駅 - 郡上八幡駅間運行再開[11]。
  - 12月10日 - 郡上八幡駅 - 北濃駅間運行再開[11]。
- 2005年（平成17年）12月23日 - 美濃白鳥駅 - 北濃駅間（平成18年豪雪によるもの）[11]。
  - 2006年（平成18年）1月10日 - 運行再開[11]。
- 2018年（平成30年）7月6日 - 美濃市駅 - 北濃駅間（平成30年7月豪雨による土砂災害）[27]。
  - 7月17日 - 郡上八幡駅 - 北濃駅間運行再開[28]。
  - 8月1日 - 美濃市駅 - 郡上八幡駅間の運行が再開して全線復旧となるが信号施設損傷のため（美濃市駅 - 大矢駅間は指導通信式[29]による手旗信号で対応）により11月30日まで臨時ダイヤで運転された[30]。

## 存廃問題
2025年3月、沿線の関市議会定例会において、同市長で長良川鉄道社長も務める山下清司は、経営赤字が続いている一部区間について廃線を検討している事を答弁で明らかにした。具体的な時期や区間は明示していないものの、利用客が少なく補助金の負担額が大きい郡上市内の一部区間と見られており、郡上市長の山川弘保は「首長としての責任で1期目の任期内に方向性を示す」と方針を述べている。

## 利用状況

### 輸送実績
越美南線の輸送実績を下表に記す。表中、輸送人員の単位は万人。輸送人員は年度での値。表中、1987年度（昭和62年度）以降の最高値を赤色で、最高値を記録した年度以降の最低値を青色で、最高値を記録した年度以前の最低値を緑色で表記している。
| 年度別輸送実績     | 年度別輸送実績                  | 年度別輸送実績                  | 年度別輸送実績                  | 年度別輸送実績                  | 年度別輸送実績  | 年度別輸送実績           |
| 年 度              | 輸送実績（乗車人員）：万人/年度 | 輸送実績（乗車人員）：万人/年度 | 輸送実績（乗車人員）：万人/年度 | 輸送実績（乗車人員）：万人/年度 | 輸送密度 人/1日 | 特 記 事 項              |
| ------------------ | ------------------------------- | ------------------------------- | ------------------------------- | ------------------------------- | --------------- | ------------------------ |
| 年 度              | 通勤定期                        | 通学定期                        | 定 期 外                        | 合 計                           | 輸送密度 人/1日 | 特 記 事 項              |
| 1986年（昭和61年） | 4.9                             | 25.4                            | 16.6                            | 46.9                            | 907             | 国鉄より運営移管         |
| 1987年（昭和62年） | 14.5                            | 99.9                            | 52.5                            | 166.9                           | 896             | 梅山駅、上万場駅開業     |
| 1988年（昭和63年） | 15.5                            | 95.0                            | 50.4                            | 160.9                           | 798             | 白山長滝駅開業           |
| 1989年（平成元年） | 14.2                            | 90.7                            | 51.6                            | 156.5                           | 745             |                          |
| 1990年（平成2年）  | 14.3                            | 97.2                            | 59.1                            | 170.6                           | 812             |                          |
| 1991年（平成3年）  | 14.0                            | 101.5                           | 61.2                            | 176.7                           | 858             |                          |
| 1992年（平成4年）  | 13.7                            | 106.1                           | 60.6                            | 180.4                           | 860             |                          |
| 1993年（平成5年）  | 11.7                            | 103.7                           | 61.4                            | 176.8                           | 813             |                          |
| 1994年（平成6年）  | 10.5                            | 104.6                           | 60.5                            | 175.6                           | 823             |                          |
| 1995年（平成7年）  | 9.6                             | 100.5                           | 61.1                            | 171.2                           | 833             |                          |
| 1996年（平成8年）  | 9.5                             | 97.5                            | 59.1                            | 166.1                           | 776             |                          |
| 1997年（平成9年）  | 7.8                             | 87.5                            | 53.8                            | 149.1                           | 748             |                          |
| 1998年（平成10年） | 6.6                             | 80.3                            | 50.4                            | 137.3                           | 690             |                          |
| 1999年（平成11年） | 8.6                             | 88.1                            | 49.3                            | 146.0                           | 710             | 関市役所前駅、松森駅開業 |
| 2000年（平成12年） | 7.6                             | 85.5                            | 48.6                            | 141.7                           | 727             |                          |
| 2001年（平成13年） | 7.5                             | 78.8                            | 45.3                            | 131.6                           | 653             |                          |
| 2002年（平成14年） | 6.7                             | 73.2                            | 46.2                            | 126.1                           | 666             | みなみ子宝温泉駅開業     |
| 2003年（平成15年） | 6.6                             | 69.1                            | 43.6                            | 119.3                           | 588             |                          |
| 2004年（平成16年） | 6.5                             | 65.9                            | 40.8                            | 113.2                           | 569             |                          |
| 2005年（平成17年） | 5.8                             | 63.7                            | 36.2                            | 105.7                           | 539             |                          |
| 2006年（平成18年） |                                 |                                 |                                 |                                 |                 |                          |
| 2007年（平成19年） |                                 |                                 |                                 |                                 |                 |                          |
| 2008年（平成20年） |                                 |                                 |                                 |                                 |                 |                          |
| 2009年（平成21年） | 9.0                             | 44.9                            | 30.0                            | 83.9                            | 416             |                          |
| 2010年（平成22年） | 8.0                             | 39.2                            | 30.4                            | 77.6                            |                 |                          |
| 2011年（平成23年） |                                 |                                 |                                 |                                 |                 |                          |
| 2012年（平成24年） | 8.0                             | 35.0                            | 30.6                            | 73.6                            | 352             |                          |
| 2013年（平成25年） | 8.0                             | 33.7                            | 30.3                            | 72.0                            | 344             |                          |
| 2014年（平成26年） | 9.5                             | 37.3                            | 29.2                            | 76.0                            | 366             |                          |
| 2015年（平成27年） | 9.5                             | 36.3                            | 29.9                            | 75.7                            | 353             |                          |
| 2016年（平成28年） | 8.5                             | 35.4                            | 32.0                            | 75.9                            | 363             |                          |
| 2017年（平成29年） | 8.9                             | 34.2                            | 31.3                            | 74.4                            | 339             |                          |
| 2018年（平成30年） | 9.7                             | 37.6                            | 28.4                            | 75.7                            | 372             |                          |
| 2019年（令和元年） | 10.1                            | 37.5                            | 30.6                            | 78.2                            | 364             |                          |
| 2020年（令和2年）  |                                 |                                 |                                 |                                 |                 |                          |
| 2021年（令和3年）  |                                 |                                 |                                 |                                 |                 |                          |
| 2022年（令和4年）  | 7.9                             | 39.3                            | 24.9                            | 72.1                            |                 |                          |

### 収入実績
越美南線の収入実績を下表に記す。表中、収入の単位は千円。数値は年度での値。表中、1987年度（昭和62年度）以降の最高値を赤色で、最高値を記録した年度以降の最低値を青色で、最高値を記録した年度以前の最低値を緑色で表記している。
| 年度別収入実績     | 年度別収入実績          | 年度別収入実績          | 年度別収入実績          | 年度別収入実績          | 年度別収入実績      | 年度別収入実績      | 年度別収入実績     | 年度別収入実績     | 年度別収入実績 | 年度別収入実績 |
| 年 度              | 営業収益：千円/年度     | 営業収益：千円/年度     | 営業収益：千円/年度     | 営業収益：千円/年度     | 営業収益：千円/年度 | 営業収益：千円/年度 | 営業経費 千円/年度 | 営業損益 千円/年度 | 営業係数       |                |
| 年 度              | 旅客運賃収入：千円/年度 | 旅客運賃収入：千円/年度 | 旅客運賃収入：千円/年度 | 旅客運賃収入：千円/年度 | 運輸雑収 千円/年度  | 総合計 千円/年度    | 営業経費 千円/年度 | 営業損益 千円/年度 | 営業係数       |                |
| ------------------ | ----------------------- | ----------------------- | ----------------------- | ----------------------- | ------------------- | ------------------- | ------------------ | ------------------ | -------------- | -------------- |
| 年 度              | 通勤定期                | 通学定期                | 定 期 外                | 合 計                   | 運輸雑収 千円/年度  | 総合計 千円/年度    | 営業経費 千円/年度 | 営業損益 千円/年度 | 営業係数       |                |
| 1986年（昭和61年） | 55,428                  | ←←←←                    | 82,281                  | 137,709                 | 4,424               | 142,133             |                    |                    |                |                |
| 1987年（昭和62年） | 34,541                  | 135,639                 | 229,205                 | 339,385                 | 8,242               | 407,627             |                    |                    |                |                |
| 1988年（昭和63年） | 35,402                  | 136,717                 | 214,048                 | 386,167                 | 7,344               | 393,511             |                    |                    |                |                |
| 1989年（平成元年） | 30,971                  | 131,799                 | 216,579                 | 379,349                 | 7,454               | 386,803             |                    |                    |                |                |
| 1990年（平成2年）  |                         |                         |                         |                         |                     |                     |                    |                    |                |                |
| 1991年（平成3年）  |                         |                         |                         |                         |                     |                     |                    |                    |                |                |
| 1992年（平成4年）  |                         |                         |                         |                         |                     |                     |                    |                    |                |                |
| 1993年（平成5年）  | 22,928                  | 149,295                 | 257,463                 | 429,686                 | 10,693              | 440,379             |                    |                    |                |                |
| 1994年（平成6年）  | 20,801                  | 153,304                 | 252,196                 | 426,301                 | 11,141              | 437,442             |                    |                    |                |                |
| 1995年（平成7年）  |                         |                         |                         |                         |                     |                     |                    |                    |                |                |
| 1996年（平成8年）  |                         |                         |                         |                         |                     |                     |                    |                    |                |                |
| 1997年（平成9年）  |                         |                         |                         |                         |                     |                     |                    |                    |                |                |
| 1998年（平成10年） | 14,599                  | 147,542                 | 223,502                 | 385,643                 | 14,578              | 400,221             |                    |                    |                |                |
| 1999年（平成11年） | 16,628                  | 153,165                 | 210,907                 | 380,700                 | 13,346              | 394,046             |                    |                    |                |                |
| 2000年（平成12年） |                         |                         |                         |                         |                     |                     |                    |                    |                |                |
| 2001年（平成13年） |                         |                         |                         |                         |                     |                     |                    |                    |                |                |
| 2002年（平成14年） |                         |                         |                         | 343,580                 | 12,281              | 355,861             | 482,943            | △127,082           | 135.7          |                |
| 2003年（平成15年） | 13,790                  | 119,885                 | 187,648                 | 321,323                 | 11,789              | 333,112             | 518,367            | △185,255           | 155.6          |                |
| 2004年（平成16年） | 13,349                  | 114,606                 | 172,067                 | 300,022                 | 11,437              | 311,459             | 520,212            | △208,753           | 167.0          |                |
| 2005年（平成17年） | 11,996                  | 114,859                 | 157,681                 | 284,536                 | 10,547              | 295,083             | 508,858            | △213,775           | 172.4          |                |
| 2006年（平成18年） |                         |                         |                         | 284,627                 | 10,711              | 295,339             | 494,680            | △199,341           | 167.5          |                |
| 2007年（平成19年） |                         |                         |                         |                         |                     |                     |                    |                    |                |                |
| 2008年（平成20年） |                         |                         |                         |                         |                     |                     |                    |                    |                |                |
| 2009年（平成21年） | 19,248                  | 81,901                  | 149,625                 | 250,774                 | 10,499              | 261,273             | 469,792            | △208,518           | 179.8          |                |
| 2010年（平成22年） |                         |                         |                         |                         |                     |                     |                    |                    |                |                |
| 2011年（平成23年） |                         |                         |                         |                         |                     |                     |                    |                    |                |                |
| 2012年（平成24年） |                         |                         |                         |                         |                     |                     |                    |                    |                |                |
| 2013年（平成25年） |                         |                         |                         |                         |                     |                     |                    |                    |                |                |
| 2014年（平成26年） |                         |                         |                         |                         |                     |                     |                    |                    |                |                |

## 駅一覧
- 全駅岐阜県内に所在。
- *印は長良川鉄道転換以降の新設駅。
- 観光列車「ながら」停車駅 … ●：停車、｜：通過、※：トイレ休憩のため停車（乗降不可）
- 線路（全線単線） … ◇：列車交換可能、｜：列車交換不可

| 駅番号 | 駅名                  | 営業キロ | 営業キロ | ながら | 接続路線                                           | 線路 | 所在地        |
| 駅番号 | 駅名                  | 駅間     | 累計     | ながら | 接続路線                                           | 線路 | 所在地        |
| ------ | --------------------- | -------- | -------- | ------ | -------------------------------------------------- | ---- | ------------- |
| 0      | 美濃太田駅            | -        | 0.0      | ●      | 東海旅客鉄道：CG 高山本線 (CG07)・CI 太多線 (CI00) | ｜   | 美濃加茂市    |
| 1      | 前平公園駅*           | 1.7      | 1.7      | ｜     |                                                    | ｜   | 美濃加茂市    |
| 2      | 加茂野駅              | 2.0      | 3.7      | ｜     |                                                    | ｜   | 美濃加茂市    |
| 3      | 富加駅                | 2.2      | 5.9      | ●      |                                                    | ◇    | 加茂郡 富加町 |
| 4      | 関富岡駅*             | 2.3      | 8.2      | ｜     |                                                    | ｜   | 関市          |
| 5      | 関口駅                | 1.5      | 9.7      | ｜     |                                                    | ｜   | 関市          |
| 6      | せきてらす前駅*       | 1.5      | 11.2     | ｜     |                                                    | ｜   | 関市          |
| 7      | 関駅                  | 0.8      | 12.0     | ●      |                                                    | ◇    | 関市          |
| 8      | 関市役所前駅*         | 1.0      | 13.0     | ｜     |                                                    | ｜   | 関市          |
| 9      | 関下有知駅*           | 1.6      | 14.6     | ｜     |                                                    | ｜   | 関市          |
| 10     | 松森駅*               | 1.5      | 16.1     | ｜     |                                                    | ｜   | 美濃市        |
| 11     | 美濃市駅              | 1.6      | 17.7     | ●      |                                                    | ◇    | 美濃市        |
| 12     | 梅山駅*               | 1.1      | 18.8     | ｜     |                                                    | ｜   | 美濃市        |
| 13     | 湯の洞温泉口駅        | 3.5      | 22.3     | ｜     |                                                    | ｜   | 美濃市        |
| 14     | 洲原駅 （美濃洲原駅） | 2.4      | 24.7     | ｜     |                                                    | ｜   | 美濃市        |
| 15     | 母野駅                | 1.4      | 26.1     | ｜     |                                                    | ｜   | 郡上市        |
| 16     | 木尾駅*               | 1.2      | 27.3     | ｜     |                                                    | ｜   | 郡上市        |
| 17     | 八坂駅                | 2.1      | 29.4     | ｜     |                                                    | ｜   | 郡上市        |
| 18     | みなみ子宝温泉駅*     | 1.2      | 30.6     | ｜     |                                                    | ｜   | 郡上市        |
| 19     | 大矢駅                | 1.2      | 31.8     | ※      |                                                    | ◇    | 郡上市        |
| 20     | 福野駅                | 1.1      | 32.9     | ｜     |                                                    | ｜   | 郡上市        |
| 21     | 美並苅安駅            | 1.9      | 34.8     | ｜     |                                                    | ｜   | 郡上市        |
| 22     | 赤池駅                | 1.5      | 36.3     | ｜     |                                                    | ｜   | 郡上市        |
| 23     | 深戸駅                | 2.2      | 38.5     | ｜     |                                                    | ｜   | 郡上市        |
| 24     | 相生駅                | 4.5      | 43.0     | ｜     |                                                    | ｜   | 郡上市        |
| 25     | 郡上八幡駅            | 3.9      | 46.9     | ●      |                                                    | ◇    | 郡上市        |
| 26     | 自然園前駅*           | 4.0      | 50.9     | ｜     |                                                    | ｜   | 郡上市        |
| 27     | 山田駅                | 3.1      | 54.0     | ｜     |                                                    | ｜   | 郡上市        |
| 28     | 徳永駅                | 1.9      | 55.9     | ｜     |                                                    | ｜   | 郡上市        |
| 29     | 郡上大和駅            | 1.4      | 57.3     | ●      |                                                    | ◇    | 郡上市        |
| 30     | 万場駅                | 2.4      | 59.7     | ｜     |                                                    | ｜   | 郡上市        |
| 31     | 上万場駅*             | 1.4      | 61.1     | ｜     |                                                    | ｜   | 郡上市        |
| 32     | 大中駅                | 1.3      | 62.4     | ｜     |                                                    | ｜   | 郡上市        |
| 33     | 大島駅                | 1.9      | 64.3     | ｜     |                                                    | ｜   | 郡上市        |
| 34     | 美濃白鳥駅            | 1.8      | 66.1     | ●      |                                                    | ◇    | 郡上市        |
| 35     | 白鳥高原駅            | 3.5      | 69.6     | ｜     |                                                    | ｜   | 郡上市        |
| 36     | 白山長滝駅*           | 1.3      | 70.9     | ●      |                                                    | ｜   | 郡上市        |
| 37     | 北濃駅                | 1.2      | 72.1     | ●      |                                                    | ｜   | 郡上市        |

### 過去の接続路線
- 関駅：名鉄美濃町線 - 2005年4月1日廃止